# Jofra Archer
Jofra Archer (nacido el 1 de abril de 1995) es un jugador de críquet británico nacido en las Indias Occidentales. En abril de 2020, Archer fue nombrado uno de los jugadores de críquet del año de Wisden, Pat Cummins, Elyse Perry, Simon Harmer y Marnus Labschagne fueron los otros cuatro jugadores de críquet en la lista de Wisden. En 2020, Archer ganó el premio al Jugador Más Valioso de la liga premier india a pesar de que su equipo, Rajasthan Royals, terminó último en la liga.

## Trayectoria deportiva
El 3 de mayo de 2019, Archer hizo su debut en One Day International con Inglaterra contra Irlanda. Hizo su debut en el Twenty20 International con Inglaterra contra Pakistán el 5 de mayo de 2019. El 14 de agosto de 2019, Archer hizo su debut en Test Cricket contra Australia. Formó parte del equipo de Inglaterra que ganó la Copa Mundial de Críquet del 2019. En febrero de 2022, Archer fue comprado por los indios de Mumbai en la subasta del torneo de la liga premier india de 2022.